# Pasbachaenniut II.
Pasbachaenniut II. byl posledním egyptským faraonem 21. dynastie vládnoucí v Tanidě. Vládl přibližně v letech 960/959–946/945 př. n. l. Na trůn nastoupil po Siamunovi.
Podle historika Manehta vládl 14 let, o jeho činech nic nevíme. Jeho nápisy byly nalezeny dokonce i v Horním Egyptě (21. dynastie vládla pouze v Dolním) u Hibby, jižně od dnešního Bení Suvejfu. Jeho nástupce není stoprocentně znám. Podle některých historiků měl ještě stejnojmenného nástupce, pokud však takového nástupce neměl, s jeho smrtí nastal konec 21. dynastie. Vlády se pak chopil Šešonk I., velitel jeho libyjských oddílů.